# Jordan Shipley
(en) Statistiques sur pro-football-reference
Jordan Shipley (né le 23 décembre 1985 à Temple) est un joueur américain de football américain.

## Enfance
Jordan Shipley détient le record lycéen de l'État du Texas de réception avec 264 et yards parcouru avec 5424 yards ainsi que touchdowns sur des passes (soixante-treize). Il joue à la Rotan High School de Rotan en 2000 et pour la Burnet High School de Burnet de 2001 à 2003 où son père Bob Shipley était l'entraineur.

## Carrière

### Université
Il entre à l'université du Texas et joue pour les Longhorns. En 2008, il marque un touchdown après avoir retourner un kick return de quatre-vingt-seize yards contre les Sooners de l'Oklahoma et marque un touchdown permettant aux Longhorns de s'imposer 45-35. Le 25 octobre 2008, il reçoit vingt-cinq passes contre l'université d'État de l'Oklahoma pour 168 yards dans un match qui voit une victoire texane 28-24.
En 2009, Shipley devient un élément essentiel des Longhorns, marquant de spectaculaire touchdown et affolant les défenses comme les compteurs. Lors du match pour le championnat national BCS, il marque deux touchdowns mais ne peux empêcher la défaite contre l'université de l'Alabama 37-21.

### Professionnel
Jordan Shipley est sélectionné au troisième tour du draft de la NFL de 2010 par les Bengals de Cincinnati au quatre-vingt-quatrième tour. Le 27 juillet, Shipley signe un contrat de quatre ans avec Cincinnati, d'une valeur de 2,54 millions de dollars. Lors de sa première sortie, lors du premier match de pré-saison, il retourne un punt en touchdown de soixante-trois yards contre les Cowboys de Dallas. Lors du quatrième match de la saison régulière, il est blessé sur un tacle de T. J. Ward contre les Browns de Cleveland et ne joue pas lors du cinquième match. Le 21 octobre 2010, il reçoit six passes pour 131 yards dont un touchdown de soixante-quatre yards contre les Falcons d'Atlanta. Il termine sa première saison en professionnel avec quinze matchs joués dont quatre comme titulaire pour cinquante deux réceptions pour 600 yards ainsi que trois touchdowns.
Le 19 septembre 2011, il est mis sur la liste des blessés après une blessure au genou gauche. Shipley ne jouera plus de la saison et sera coupé, le 17 août 2012. Trois jours plus tard, il s'engage avec les Buccaneers de Tampa Bay mais il n'est pas conservé et remercié deux semaines plus tard. Cependant, le 18 septembre, il est rappelé auprès des Bucs après la blessure de Preston Parker. Jordan joue contre les Cowboys de Dallas comme punt returner mais commet un fumble. Deux jours après le match, il est coupé.
Les Jaguars de Jacksonville signent Shipley, le 20 novembre 2012. L'ancien joueurs des Longhorns joue six matchs dont deux comme titulaire et reçoit vingt-trois passes pour 244 yards et deux touchdowns. À la suite de ces bonnes performances, les Jaguars prolongent son contrat le 31 mars 2013. Néanmoins, il n'est pas conservé dans la liste finale pour la saison 2013.
Il prend sa retraite, le 18 février 2014.